# Paeonia 'Coral Charm'
Paeonia 'Coral Charm' — сорт травянистых пионов, среднераннего срока цветения. 
Используется, как декоративное садовое растение.

## Биологическое описание
Многолетнее травянистое растение.
Высота растения 91—120 см. Куст высокий, прочный. Листья узкие, тёмно-зелёные.
Цветки около 18 см в диаметре, полумахровые, чашевидные, кораллово-розовой, позже кораллово-персиковой окраски, пыльники золотисто-жёлтые. Выражение «коралловая окраска» не указывает на строго определенный оттенок, как и «вишневая» или «малиновая».  «Коралловый»  – это смесь ярко-розового и  светло-оранжевого тонов в той или иной пропорции.  
Аромат приятный.
Среднераннего срока цветения. Расцветает на 5—7 дней позже 'Coral Sunset'.

## В культуре
Зоны зимостойкости: 2—8.
Условия культивирования см: Пион молочноцветковый.